# Cyclophora ophthalmaria
Cyclophora ophthalmaria là một loài bướm đêm trong họ Geometridae.